# Charles de Guise

Charles de Guise, másképp Charles de Lorraine (Joinville, 1524. február 17. – Avignon, 1574. december 26.) Chevreuse hercege, bíboros, a Metzi egyházmegye püspöke és a Reimsi főegyházmegye hercegérseke volt. Családjával együtt a 16. századi francia vallási küzdelmekben a katolikus párt egyik legfőbb vezetőjének számított.

## Karrierje
Claude, Guise első hercege és Antoinette de Bourbon-Vendôme második gyermeke volt. Bátyja, François atyjukhoz hasonlóan kiváló hadvezér volt. Charles-t egyházi pályára szánták, és már 1538-ban Reims érseke lehetett – a 13 éves gyermek a javára lemondott nagybátyjától, Jeantól örökölte a francia egyház vezető rangját (megválasztására február 6-án került sor, a palliumot március 13-án kapta meg, korára való tekintettel felszentelésére csak 1545-ben került sor). Érsekként ő kente fel II. Henriket 1547-ben, II. Ferencet 1559-ben és IX. Károlyt 1561-ben.
II. Henrik koronázása után egy nappal, július 27-én Guise első bíborosává nevezték ki, egyúttal a metzi püspökség koadjutora lett nagybátyja mellett. Annak 1550-es halálakor a lotaringiai bíborosi és metzi püspöki címet szerezte meg (május 18.). Szintén tőle örökölte számos kolostor  (pl. Gorze, Cluny, Saint-Denis, Fécamp, Saint-Remy de Reims, Marmoutier, Montierander, Saint-Urbain stb.) vezetését is. 1551-ben megvásárolta Chevreuse hercegségét, azonban az év április 22-én lemondott metzi püspökségéről. Mindkét 1555-ös pápaválasztó konklávén részt vett.
Pierre de Brantôme szerint minden egyházisága ellenére lelke korántsem volt makulátlan. Sosem volt olyan népszerű, mint 1563-ban meggyilkolt fivére, de ravasz és tehetséges politikusnak bizonyult, és ékesszólását is nagyra tartották. Képességei miatt gyakorta vett részt diplomáciai küldetéseken, noha tervei nem feltétlenül estek egybe az udvar szándékaival. Egyes protestáns német fejedelmekkel és a katolikus spanyol királyi házzal egyaránt jó kapcsolatokat ápolt. Gyanús tevékenysége miatt számos őt támadó pamflet jelent meg, mely az utókor szemében is sokat rontott a megítélésén.
Mindemellett az is elmondható róla, hogy nagy pártfogója volt a művészeteknek és a tudományoknak, így például Rabelais-t és Ronsard-t is támogatta, valamint nevéhez fűződik a reims-i egyetem megalapítása (1547–1549).

## II. Henrik és II. Ferenc udvarában

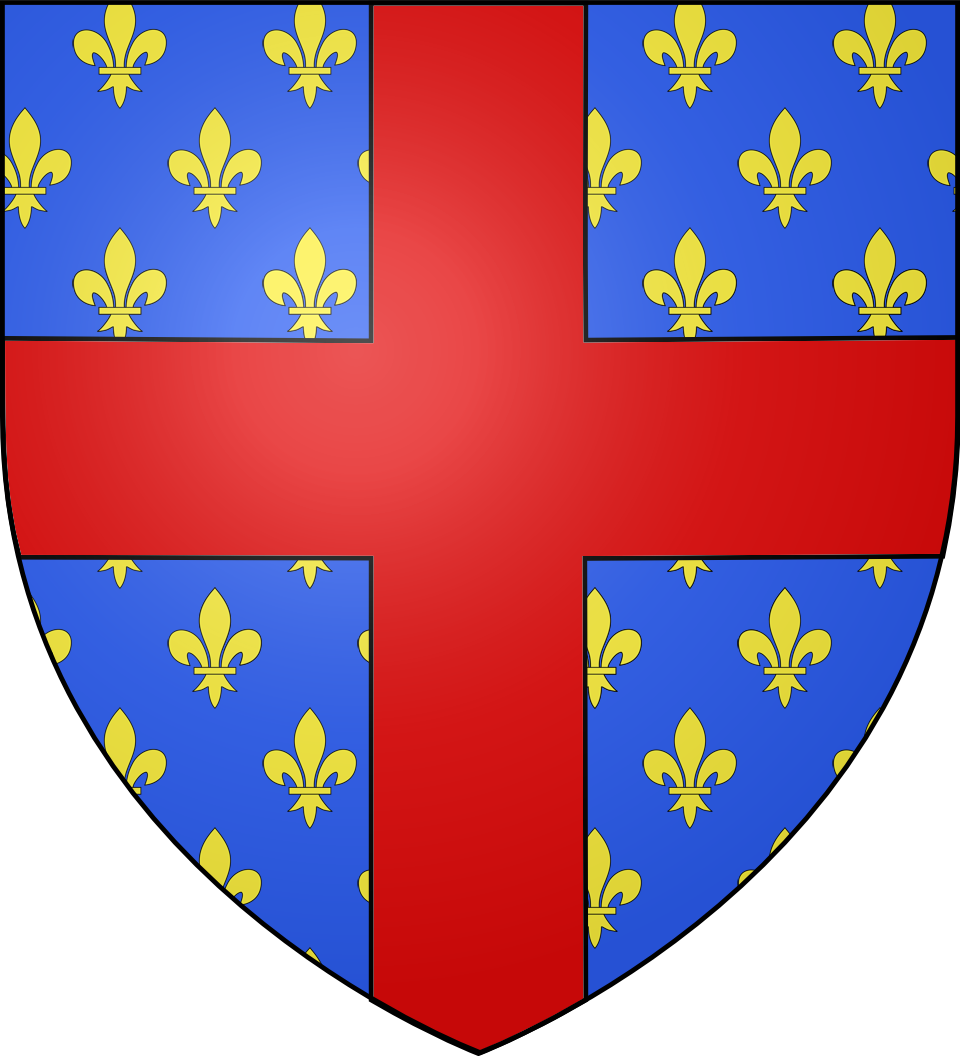
A hercegérseki címer

Fivérével nagy befolyásra tettek szert II. Henrik udvarában. A testvérpár az V. Károly ellen vívott háborúk fő támogatója volt, szemben a pacifista Anne de Montmorency connétable irányvonalával. Az ifjú bíboros ekkor még a gallikán egyház önállóságának híve volt.
1559-ben, II. Henrik halála után a fiatal II. Ferencet, unokahúguk férjét a Guise testvérpár tartotta a kezében. Politikájuk ellen tört ki az ún. Amboise-összeesküvés, amit fivérével együtt véresen felszámoltak. Az uralkodó 1560. december 5-én bekövetkezett halálakor kénytelen volt visszavonulni, mivel Ferenc utódja, a kiskorú IX. Károly a régensi hatalmat elnyerő anyja, Medici Katalin befolyása alatt állt, az anyakirálynő pedig a Guise-ekénél mérsékeltebb politikát kívánt folytatni.

## A katolikus párt élén
A bíboros a joinville-i családi birtokra vonult vissza unokahúga, Stuart Mária, Ferenc özvegye társaságában, és kénytelen volt tehetetlenül figyelni a protestantizmus terjedését az udvarban. IX. Károly uralkodása alatt hol jobban, hol kevésbé tudott a királyi kegyekbe férkőzni, mindazonáltal továbbra is akadályozta a vallási béke megteremtésére irányuló törekvéseket. 1562-ben részt vett a poissyi megbeszélésen, ahol Théodore de Bèze hugenotta teológussal szemben erős intranzigens álláspontot képviselt, majd a tridenti zsinatra küldték. Itt először konfliktusba került IV. Piusszal, de később fokozatosan enyhített korábbi gallikán álláspontján.

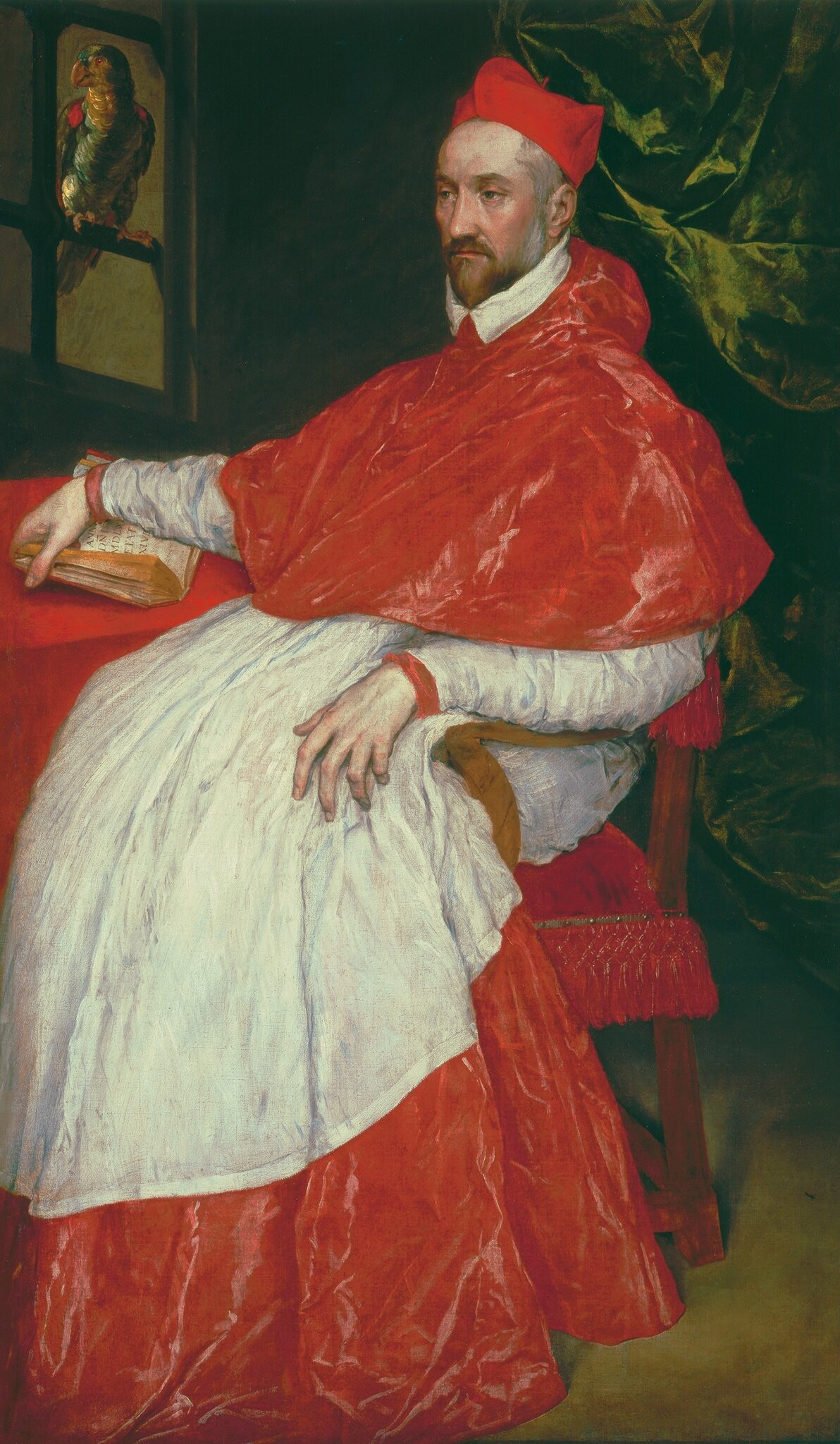
El Greco festménye a bíborosról 1571-ből. A háttérben látható papagáj az ékesszólás szimbóluma

A kitörő vallásháborúk során fivére 1563 februárjában gyilkosság áldozatául esett Orléans falai alatt, ekkor a bíboros vált a család fejévé. Gyámsága alá vette unokaöccseit, és ezt követően mindenáron bosszút akart állni a gyilkosságért felelőssé tett hugenotta Coligny admirálison, illetve rokonain, a mérsékelt katolikus Montmorency-klánon. 1565. január 8-án, míg az anyakirályné békítő célzattal országos körúton volt fiával, hogy bemutassa Károlyt az alattvalóknak, egy párizsi utcai csetepatében François de Montmorency – Coligny unokatestvére – emberei majdnem meggyilkolták. A békéért küzdő Medici Katalin követelésére 1566-ban Moulins városában nyilvánosan kibékültek IX. Károly nagy körutazása során.

## Utolsó évei
Az összeölelkezés szimbolizálta békesség már a következő évben felbomlott, mivel újra kitört a háború a hugenották ellen, így Coligny az állam ellenségévé vált. A következő években Charles de Guise elsősorban egyházi és diplomáciai jellegű feladatokat látott el: nagyrészt az ő tárgyalásai révén jött létre IX. Károly és Habsburg Erzsébet főhercegnő 1569-es házassága. Az 1570-es évek elején ismét kiesett az uralkodói kegyekből, amikor unokaöccsét, Henrit össze akarta házasítani a király húgával, Valois Margittal.
1572 májusában rész kívánt venni a XIII. Gergelyt megválasztó római konklávén, de mire megérkezett, már elfoglalta trónját az új egyházfő. Ugyanebben az évben történt meg a két vallási párt összebékítése érdekében tető alá hozott menyegző a hugenotta pártot vezető Navarrai Henrik és Margit királyi hercegnő között. Guise bíboros kezdettől fogva ellenezte Medici Katalin tervét, és a pápát is sikeresen ellene hangolta. Az ünnepségre odasereglett hugenottákat azonban augusztus 24-ére virradóra legyilkolta a Guise-ek által felbőszített tömeg. Az eset hírét szeptember 5-én Charles de Guise bíboros vitte meg Rómába, ahol nagy üdvrivalgással fogadták. Guise ekkor úgy hitte, visszatérhet a királyi tanácsba, de ezt Medici Katalin nem tette számára lehetővé. Mindenesetre az egyházzal folytatott, elsősorban pénzügyi jellegű tárgyalásokon továbbra is elsősorban az ő közvetítését vették igénybe.
Tüdőbajban hunyt el Avignonban, 1574. december 26-án, miközben a Lengyelországból hazatérő III. Henrik fogadására készült. A reims-i katedrálisban helyezték örök nyugalomra. Tisztségeinek többségét unokaöccse, Louis örökölte.